# 600 millas
600 millas es una película mexicana de 2015, dirigida por Gabriel Ripstein y protagonizada por Tim Roth. Se proyectó en 2015 en la sección Panorama del 65 Festival Internacional de Cine de Berlín donde ganó el premio a la Mejor Opera Prima. Fue una de las catorce películas preseleccionadas por México para el 88 Premio de la Academia a la Mejor Película Extranjera. El 17 de septiembre de 2015 fue seleccionada para representar a México por el Oscar a mejor película de lengua extranjera.
 Fue nominada en la categoría Mejor Ópera Prima de Ficción en los Premios Platino 2016.

## Argumento
El agente de la ATF Hank Harris intenta detener a Arnulfo Rubio, quien se dedica al contrabando de armas para un peligroso cártel mexicano. En un giro de evento Harris es secuestrado por Rubio, quien planea entregarlo a sus jefes. Durante el trayecto de 600 millas, Harris intentara dialogar con Rubio, y ambos rivales empiezan a conocerse, generando una extraña forma de entendimiento.

## Reparto
- Tim Roth - Hank Harris
- Harrison Thomas - Carson
- Mónica del Carmen - Mamá Rubio
- Kristyan Ferrer - Arnulfo Rubio
- Julian Sedgwick - Ray Wilson
- Craig Hensley - Craig Oldfather
- Orlando Moguel - Bacacho
- Noé Hernández - Martín
- Greg Lutz - Willy
- Harris Kendall - Greta
- Tad Sallee - expositor de armas